# Populierenvuurzwam
De populierenvuurzwam (Phellinus populicola) is een schimmel behorend tot de familie Hymenochaetaceae. Hij groeit aan levende stammen van populieren als zg. “necrotrofe parasiet". Na het afsterven en/ of het omvallen van de waardboom kunnen de vruchtlichamen nog enige tijd saprotroof doorgroeien. 

## Kenmerken

### Uiterlijke kenmerken
De populieren- en espenvuurzwam zijn de enige grote vuurzwammen op populier. Vruchtlichamen zijn meerjarig. De vorm is aanvankelijk halfbolvormig, daarna hoefvormig. Hij groeit zijwaarts op de grond. Hij bereikt meestal een breedte van maximaal 15 cm, een dikte van maximaal 13 cm aan de basis en steekt tot 12 cm uit de grond. Sterk ontwikkelde vruchtlichamen bereiken een breedte tot 30 cm en een dikte van 20 cm. Het oppervlak is glad, vaak met een lichte glans, donker, grijsbruin tot bijna zwart van kleur, vaak gebarsten. Oudere exemplaren zijn vaak begroeid met algen of mos waardoor ze groen worden. De rand is afgerond, olijfbruin tot kaneelkleurig. 
Vruchtlichamen van de populierenvuurzwam zijn in tegenstelling tot die van de echte vuurzwam (Phellinus igniarius) meer eenvormig (met een halfcirkelvormige, duidelijke hoed). De echte vuurzwam is gebonden aan wilg maar is incidenteel ook van andere boomsoorten bekend. De vruchtlichamen groeien in oude wondplekken (“necrotic depressions”) aan levende bomen (maar blijven doorgroeien na de dood van de boom). Vruchtlichamen van vuurzwammen die op deze kenmerkende wijze op populier groeien, kunnen als populierenvuurzwam worden aangeduid.
Buisvormige hymenofoor is glad, gelijkmatig, schuin in jonge vruchtlichamen, horizontaal in oude, kaneelbruin tot bruin, soms donkerbruin van kleur. Regelmatige, ronde of elliptische poriën zijn zeer fijn (4 tot 6 per 1 mm). Een enkele porie heeft een inwendige diameter van 0,10 tot 0,14 mm, de wand ongeveer 0,05 tot 0,10 mm. Poriënranden zijn mat, afgerond. Oudere buisjes zijn gevuld met een romige laag mycelium.

### Microscopische kenmerken
Een microscopisch kenmerk zijn de setae in de buisjes: stomp bij de echte vuurzwam, scherp als doornen en soms beschadigd bij de populierenvuurzwam. Basidia zijn knotsvormig, met 4-sterigma en meten 10–13 × 5–7 μm. Ze hebben een eenvoudige basale sluiting. De basidiosporen zijn breed ellipsoïdaal, hyaliene, dun of licht dikwandig, inamyloïde. Ze zijn 5–6 × 4–5 μm.

## Verspreiding
In Nederland komt de populierenvuurzwam vrij zeldzaam voor. Hij staat op de rode lijst in de categorie 'gevoelig'. Meldingen van de populierenvuurzwam komen alle uit de binnenduinrand tussen Bakkum en Vogelenzang, uit Meijendel bij Wassenaar en uit de Duinen van Schouwen. Dat geeft echter een onvolledig beeld van de verspreiding omdat de meeste vondsten zijn gemeld als echte vuurzwam. Tot voor kort werd er van uitgegaan dat deze soort op allerlei boomsoorten voorkomt waaronder vooral de populier. Van de 514 vondsten van de echte vuurzwam (incl. variëteiten) zijn er maar liefst 342 (66%) van populier. Daarvan komt het overgrote deel (88%) uit de binnenduinrand (incl. nabijgelegen bossen) tussen Schoorl en Domburg. Er kan dus gerust worden gesteld dat het zwaartepunt van de verspreiding van de populierenvuurzwam in de binnenduinrand ligt. Van de binnenlandse vondsten op populier komt de helft uit Zuid-Limburg.

## Taxonomie
De populierenvuurzwam is pas in 1975 door Niemelä als aparte soort onderscheiden. De taxonomische status van deze en andere genoemde soorten is door moleculair onderzoek bevestigd.